# Ochyrocera marialuisae
Espèce
Ochyrocera marialuisae est une espèce d'araignées aranéomorphes de la famille des Ochyroceratidae.

## Distribution
Cette espèce est endémique de l'État d'Oaxaca au Mexique,. Elle se rencontre à Acatlán de Pérez Figueroa dans la grotte Cueva del Diablo Desapareciendo.

## Description
Le mâle holotype mesure 1,76 mm et la femelle paratype 1,71 mm.

## Systématique et taxinomie
Cette espèce a été décrite en 2023 par Alejandro Valdez-Mondragón (d) et David Chamé-Vázquez (d).

## Étymologie
Cette espèce est nommée en l'honneur de l'arachnologue mexicaine María Luisa Jiménez (d). 

## Publication originale
- (en) Valdez-Mondragón et Chamé-Vázquez, « A new species of the spider genus Ochyrocera Simon (Araneae, Ochyroceratidae) from Mexico, with biogeographical comments and an updated identification key for Mexican species », Zootaxa, Auckland, vol. 5374, no 4,‎ 20 novembre 2023, p. 552-562 (ISSN 1175-5334).